# Beato fra le bestie
Beato fra le bestie (All Things Bright and Beautiful) è la seconda raccolta di racconti autobiografici del veterinario e scrittore James Herriot, pseudonimo di James Alfred Wight.
L'edizione originale, dal titolo All Things Bright and Beautiful, unisce le raccolte di racconti Let Sleeping Vets Lie (1973) e Vet in Harness (1974). Segue il primo romanzo Creature grandi e piccole, sia come data di pubblicazione che come ordine degli eventi narrati, approssimativamente compresi tra la fine degli anni trenta e i primissimi anni quaranta del ventesimo secolo. Lo scoppio della seconda guerra mondiale, durante la quale James Herriot si arruola nella Royal Air Force, è escluso dalla narrazione e viene raccontato in Cose sagge e meravigliose, edito nel 1976.
Come negli altri romanzi dell'autore, se si eccettuano alcuni racconti della guerra, la maggioranza degli episodi è ambientata nel villaggio di Darrowby (nome immaginario di Thirsk) nel North Yorkshire.
Il titolo originale è una citazione dell'omonimo inno della liturgia anglicana:
(Cecil Frances Alexander, Hymns for Little Children)

## Edizioni
- James Herriot, Beato fra le bestie, Milano, RCS, 1977.